# Маркус Валерій Сергійович
Вале́рій Сергі́йович Маркус (нар. 14 липня 1993, Первомайськ на Миколаївщині, Україна, за іншими даними, на Луганщині) — український військовий, письменник і мандрівник, колишній головний сержант 47-ї окремої механізованої бригади «Маґура».
У 2014 році у складі 25-ї ОПДБр Валерій Маркус брав участь у боях за звільнення Краматорська, Жданівки, Вуглегірська, Шахтарська, Добропілля, Комунара та Дебальцевого. Після початку повномасштабного російського вторгнення 24 лютого 2022 року воював у складі 30-ї ОМБр розвідником. У квітні 2022 року Валерію Маркусу запропонували взяти участь у формуванні 47-го окремого стрілецького батальйону. Маркус обійняв посаду головного сержанта військової частини. У вересні 2022 батальйон розширився до полку, а вже у листопаді 2022 року на базі окремого штурмового полку створено 47-му окрему механізовану бригаду.
Лідер серед військових за загальною кількістю підписників у соцмережах. У січні 2023 опублікував на своєму YouTube каналі відео з лекцією для сержантського складу 47 ОМБр «Маґура», яке тільки за першу добу зібрало 1 млн переглядів.
Входить до рейтингу «30 до 30: обличчя майбутнього» від Forbes Україна, списку «25 найвпливовіших українських військових» від NV та рейтингу «30 Under 30» від Kyiv Post.
Автор бестселера «Сліди на дорозі».
Співзасновник Markus Foundation — благодійного фонду, що забезпечує потреби бійців 47 Бригади «Маґура».

## Життєпис
Народився 14 липня 1993 року. У дитинстві захоплювався боксом і футболом, але з 15 років знав, що хоче бути серед «найкрутіших хлопців на планеті» — у повітряно-десантних військах. Наступного дня після 18-го дня народження не чекаючи повістки він прибув у військкомат, щоб піти на службу в ДШВ. З вересня 2011 року почав службу у 25-ій бригаді ДШВ. У 2014, коли до кінця контракту Валерія залишалося пів року, почалося російське вторгнення в Україну. 8 березня 2014 Валерій отримав свій перший бойовий наказ. Він потрапив на фронт під Слов'янськ. За словами Валерія, влітку 2014 року російські бойовики призначили винагороду за його вбивство, після чого він змінив в соцмережах прізвище на вигадане — «Валерій Ананьєв», також прибравши місце народження. 2020 року Валерій відмовився від псевдоніма й повернув на всі свої сторінки в соцмережах справжнє прізвище за паспортом — «Маркус».

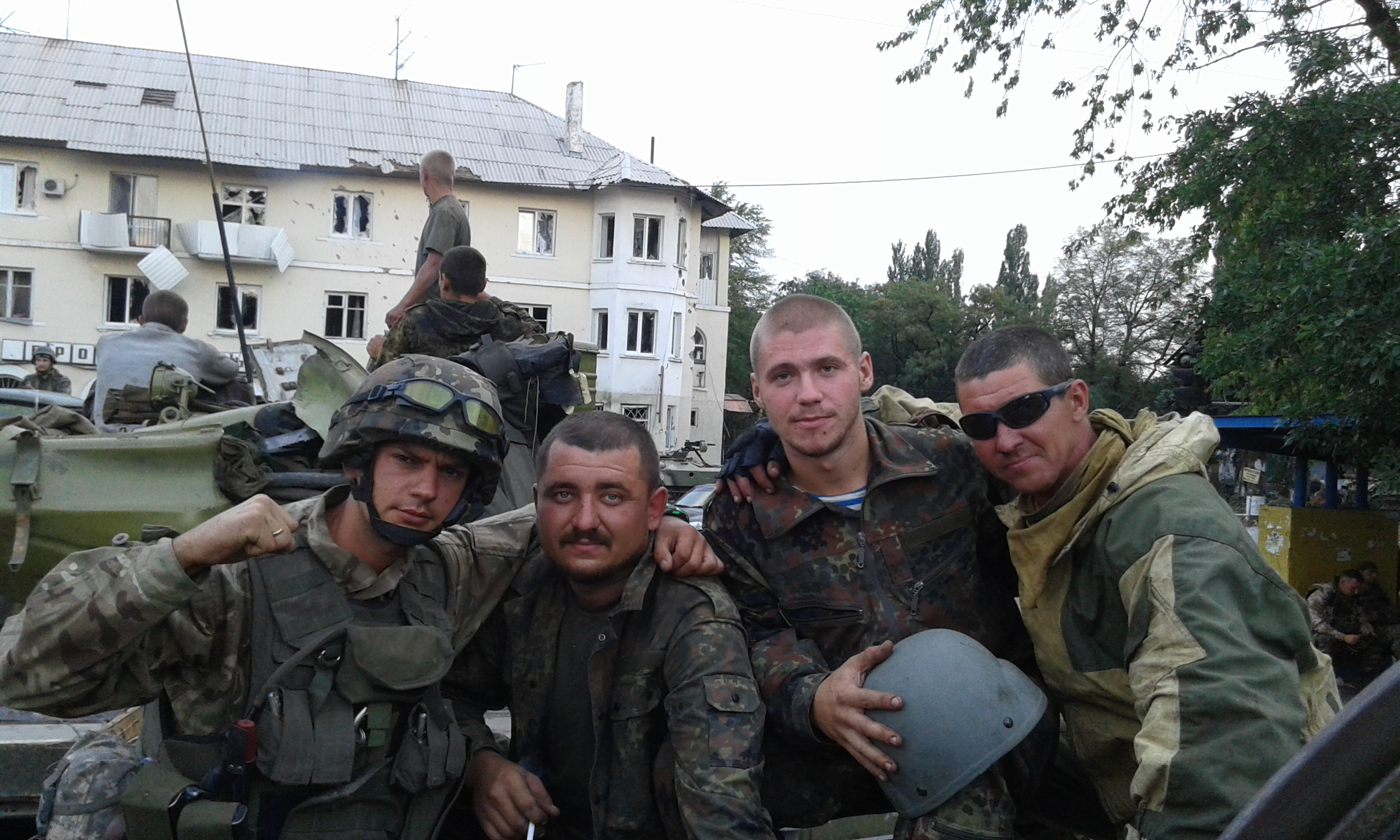
Валерій із побратимами, 12 серпня 2014, АТО

Під час служби в АТО Валерій вів відеоблог, намагаючись показати армію такою як вона є: не перебільшуючи жахи війни й не применшуючи помилок командування. Публікував відео з передової: про звільнення Вуглегірська, Дебальцевого, результати боїв, обстріли, армійське життя.
2016 року був госпіталізований. Після проходження лікування у Дніпрі, Старокостянтинові та Одесі, був звільнений з лав ЗСУ.
У 2017 році вирушив у пішу подорож шляхом святого Якова довжиною у 2000 км з Парижу до мису Фіністерре.
13 серпня 2018 року вийшла його перша художня книга «Сліди на дорозі», яку Маркус почав писати ще у 2015.
Перед презентацією книги у Дніпрі Валерія Маркуса затримали для проведення слідчих дій щодо бійки у 2016 році. Згодом суд зняв усі звинувачення і справу закрили.
У 2019 році пішов у наступну пішу мандрівку довжиною 3500 км через гори Скандинавії за полярне коло до Північно-Льодовитого океану.
Став героєм повнометражного документального фільму Сергія Дмитренка «Вільна людина. Проща».
Піднявся на дві з семи «Вершин світу»: у 2019 році на найвищу вершину Африки — Кіліманджаро, а в січні 2022 — Аконкагуа, найвищу вершину Південної Америки. Також у 2019 році піднявся на вершину гори Айленд Пік (Гімалаї). У травні 2022 мала відбутись експедиція на вершину Евересту, але почалось повномасштабне російське вторгнення. Не зволікаючи, Маркус доєднався до лав ЗСУ.

### Військовий досвід
Свою військову кар'єру Валерій Маркус розпочав у 25-тій окремій повітряно-десантній бригаді. У 2014-му брав участь у боях за Краматорськ, Слов'янськ, Дебальцеве. У 2016 році після отриманого поранення залишив службу через стан здоров'я.
Після повномасштабного вторгнення російських військ до України, Маркус повернувся до ЗСУ у складі 30 бригади. Перші кілька місяців воював у складі розвідувального підрозділу. Зокрема, у місті Троїцьке. Працював під командуванням Героя України Володимира Гринюка.
В кінці квітня 2022 отримав пропозицію посісти посаду головного сержанта 47 окремого батальйону. Займався відбором до військової частини, розбудовою сержантського корпусу, створенням ідеології та символів військової частини.
Згодом батальйон став 47-ю бригадою «Маґура», де Маркус обійняв посаду головного майстер-сержанта і продовжував займатися розбудовою сержантського корпусу за натівськими стандартами до липня 2023 року, коли добровільно залишив посаду та був переведений у інший підрозділ.

### Благодійний фонд
Валерій Маркус є ідеологом та співзасновником благодійного фонду Markus Foundation. Співзасновником та директором фонду є IT-підприємець Василь Васильєв, операційною директоркою — Олена Гашинська, українська підприємиця.
Фонд Markus Foundation забезпечує 47 Бригаду «Маґура», допомагає виключно їй та напряму співпрацює з військовим формуванням. Фонд є неформальною тиловою службою 47 Бригади, що допомагає у мобілізаційній роботі, закриває побутові та фінансові питання. Завданнями фонду є матеріальне та технічне забезпечення 47-ї Бригади «Маґура», організація навчання, тренування, а також розробка програми турботи для підтримки сімей загиблих героїв та програми піклування про поранених побратимів.

### Вихід книги

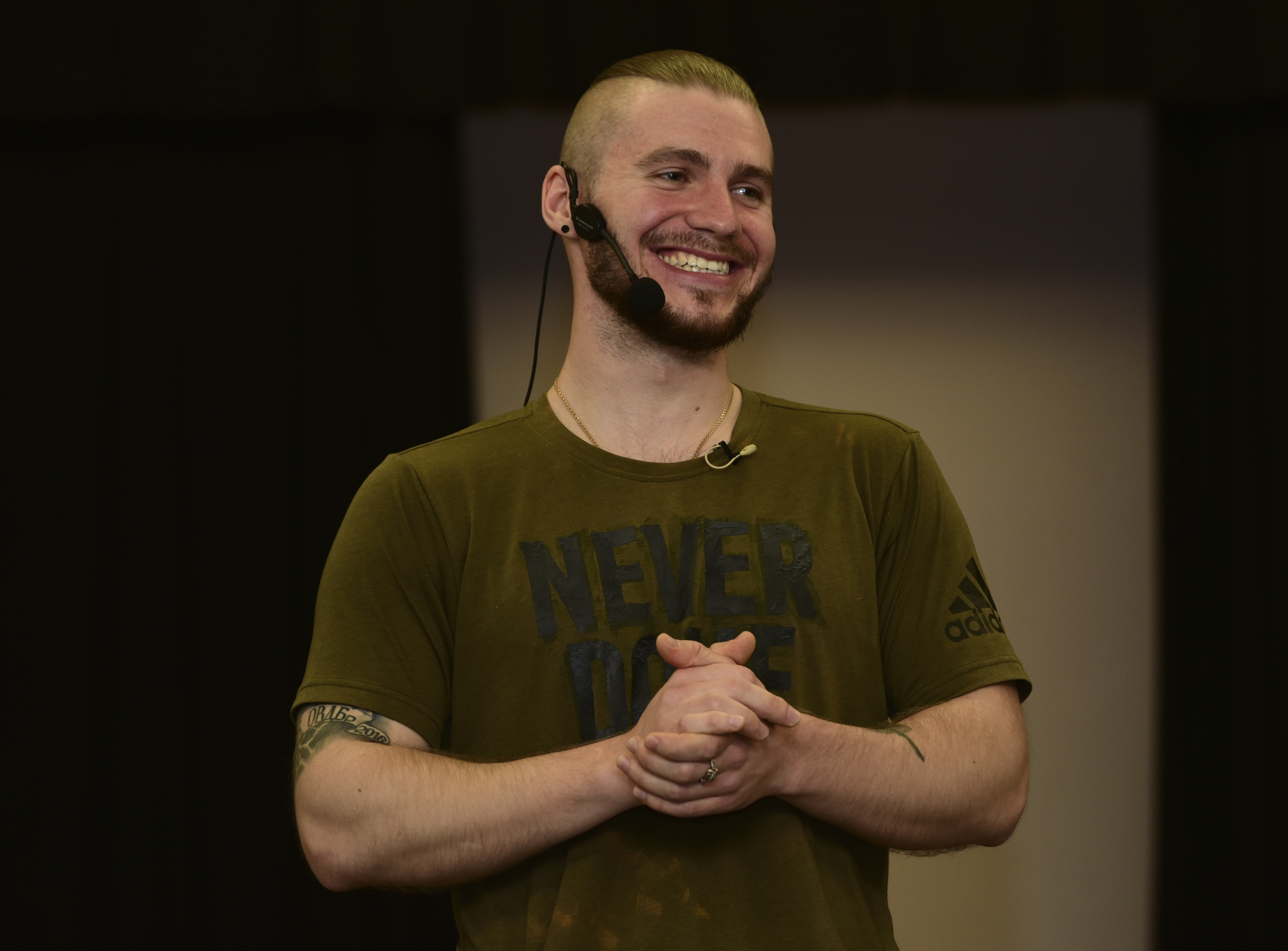
На презентації своєї книжки "Сліди на дорозі" у бібліотеці Mimico Centennial Library у Торонто, Канада

2015 року ще на війні Валерій почав писати книгу, на початку лютого 2018 року рукопис було завершено і почалась підготовка до друку. Не дійшовши згоди із жодним з українських видавництв, він, заручившись підтримкою близьких друзів, зайнявся цим процесом із ними. 13 серпня 2018 року книга надійшла у продаж та одразу стала бестселером. За перші три тижні розкупили увесь 5-ти тисячний тираж, що є величезним успіхом для українського книжкового ринку. З вересня 2018 розпочався всеукраїнський тур автора на підтримку книжки.
Станом на початок 2023 продали понад 80 тисяч друкованих примірників лише в Україні[джерело?], витримала вже 19 перевидань, перекладена п'ятьма мовами й перекладається ще на чотири. Також існує аудіокнига, начитана автором ексклюзивно для українського книжкового додатка АБУК, та електронна версія книги у форматі самостійного додатка для мобільних платформ.

### Подорожі

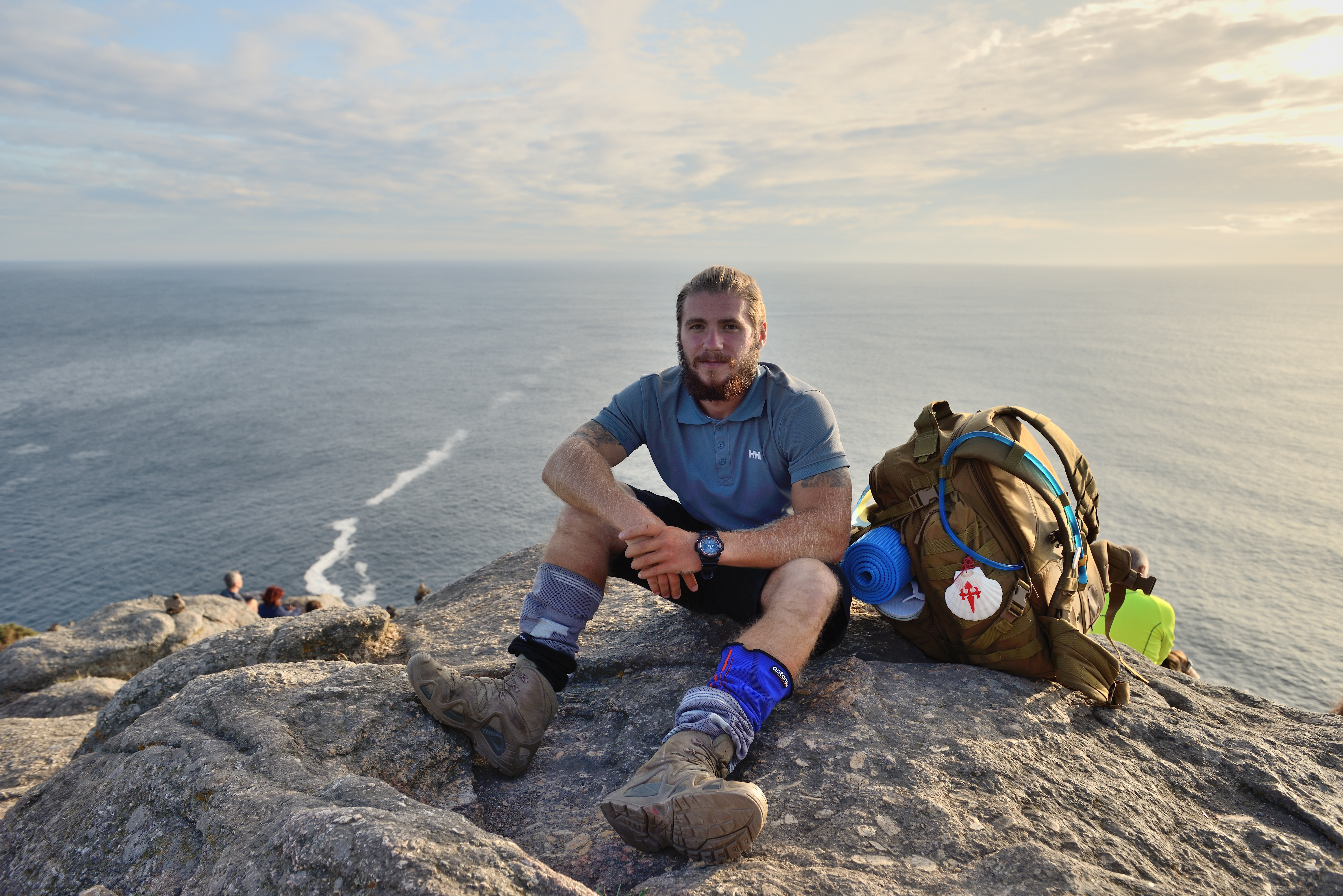
2017 рік, на Шляху Святого Якова

У 2017 році Валерій Маркус здійснив пішу подорож із Парижа до мису Фіністерре, через Францію та Іспанію стародавнім паломницьким шляхом святого Якова — Ель Каміно де Сантьяго. З військовим наплічником за спиною, без знання мови та з мінімально необхідною кількістю грошей Валерій вийшов із Парижа та пішов на південь. Дійшовши до міста Санте, попрямував на захід, до Атлантичного океану вздовж узбережжя через заповідник Ланд де Гасконь, перейшов кордон Іспанії, далі вздовж океану по Кантабрійському хребту.
Перейшовши гори, знову вирушив на південь, відвідавши місто Сантьяго-де-Компостела, звідки пішов далі на захід до Мису Фіністерре, де встановив український прапор, підписаний українцями на Майдані Незалежності у Києві. Загалом Валерій подолав 2000 кілометрів пішки. Усю свою подорож він фільмував та описував в публікаціях на Facebook.
У травні 2019 року вирушив у наступну подорож країнами Скандинавії. 24 травня він прилетів до Осло і звідти пішов пішки на північ. Метою мандрівки було дійти до Північного Льодовитого океану. Валерій був у дорозі з травня по жовтень 2019 року. Шлях проходив через Норвегію, Швецію і Фінляндію. У горах Валерій отримав травму обличчя і був змушений самостійно його зашивати. Загалом Валерій пройшов пішки близько 3500 км горами. Згодом він взявся за фільм про цю мандрівку, що має називатися «Вільна людина: Горизонт». Виробництво стало на паузу з початком повномасштабного вторгнення, а всі гроші на фільм пішли на військове спорядження для його підрозділу.

### Під час повномасштабного вторгнення
З лютого 2022 Валерій повернувся до ЗСУ, пізніше очолив навчальний центр.
У квітні 2022 року Валерію Маркусу разом з капітаном Іваном Шаламагою, запропонували очолити й сформувати 47-й окремий стрілецький батальйон.
З жовтня по листопад 2022 року 47-ий окремий штурмовий полк проходив переформування як 47-ма окрема механізована бригада. В бригаді Маркус обіймав посаду майстер-сержанта 47-ї ОМБр «Маґура»
У середині червня 2023 року брав участь у контрнаступальних діях у Запорізькій області.
11 липня 2023 року у своєму телеграм-каналі виклав фото рапорту і заявив, що йде з посади головного сержанта військової частини на командира бойової машини — командира механізованого відділення. Він заявив, що категорично не погоджується з рішеннями щодо застосування та розвитку бригади. На посаді головного сержанта його замінив Віталій Аверін, сам Маркус зник із медійного поля та, за словами стрільчині-санітарки 47 ОМБр Олени Риж, змінив місце служби.
11 грудня 2024 року на своєму каналі YouTube випустив серію відеороликів, де розповів про внутрішні конфлікти та проблеми з керівництвом бригади .

## Нагороди та відзнаки
- Пам'ятний знак «За воїнську доблесть» (2014)[48]
- Іменна вогнепальна зброя (2022) — за значні заслуги в забезпеченні обороноздатності України, зміцненні національної безпеки, бездоганну військову службу, зразкове виконання військового обов'язку під час збройної агресії РФ проти України та виявлені при цьому високий професіоналізм, честь і доблесть[49]
- Нагороджений медаллю «За особливу службу III ступеня» (2022)[50]

## Галерея

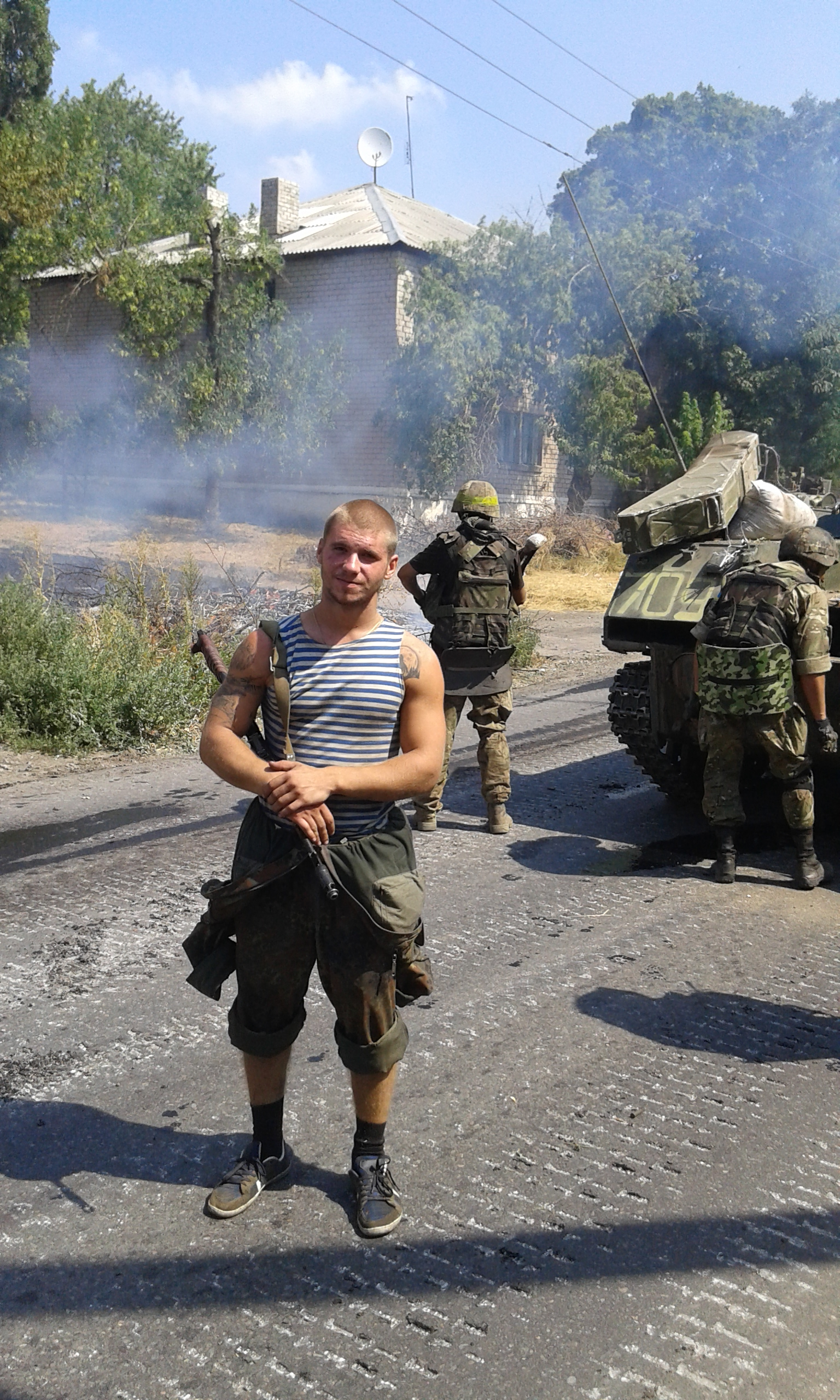
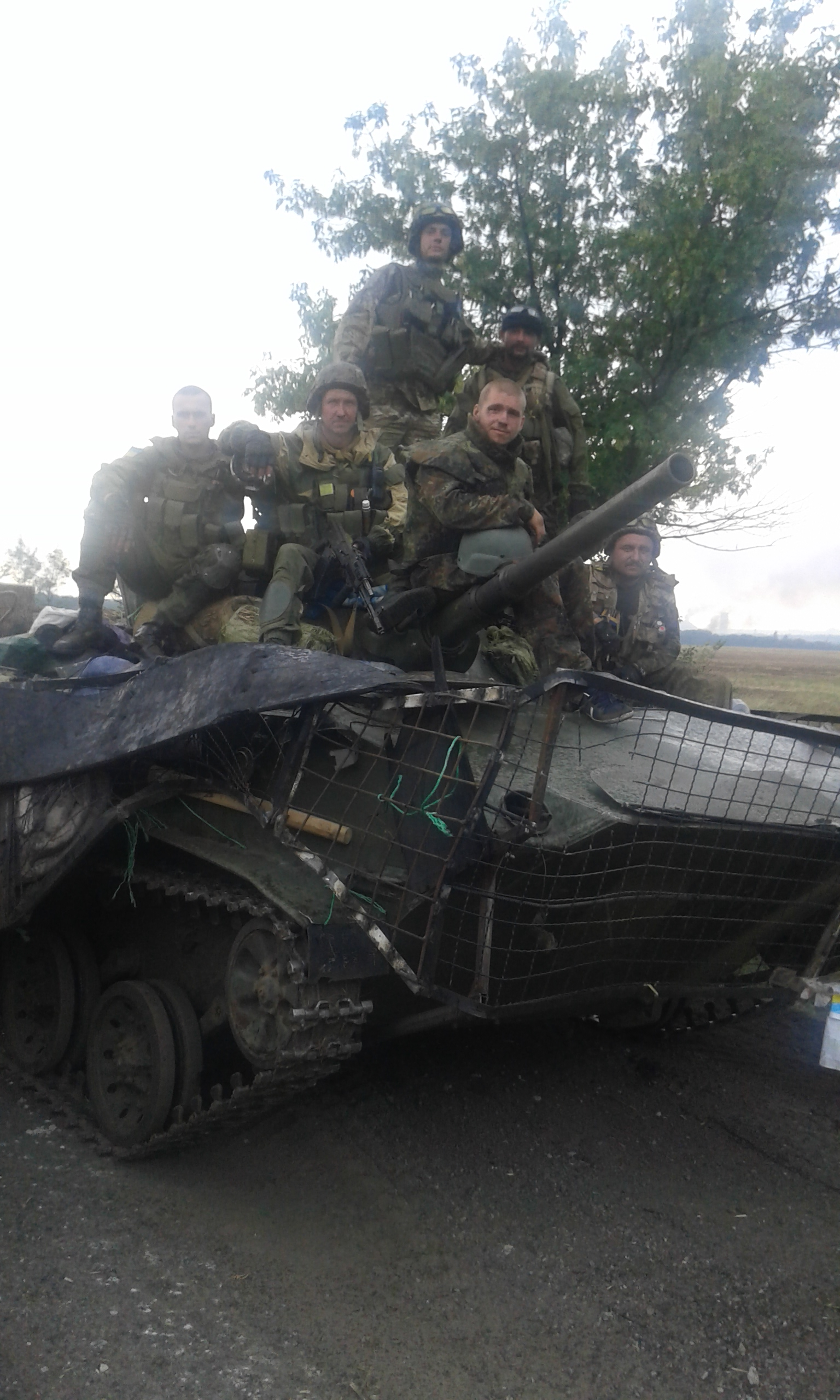
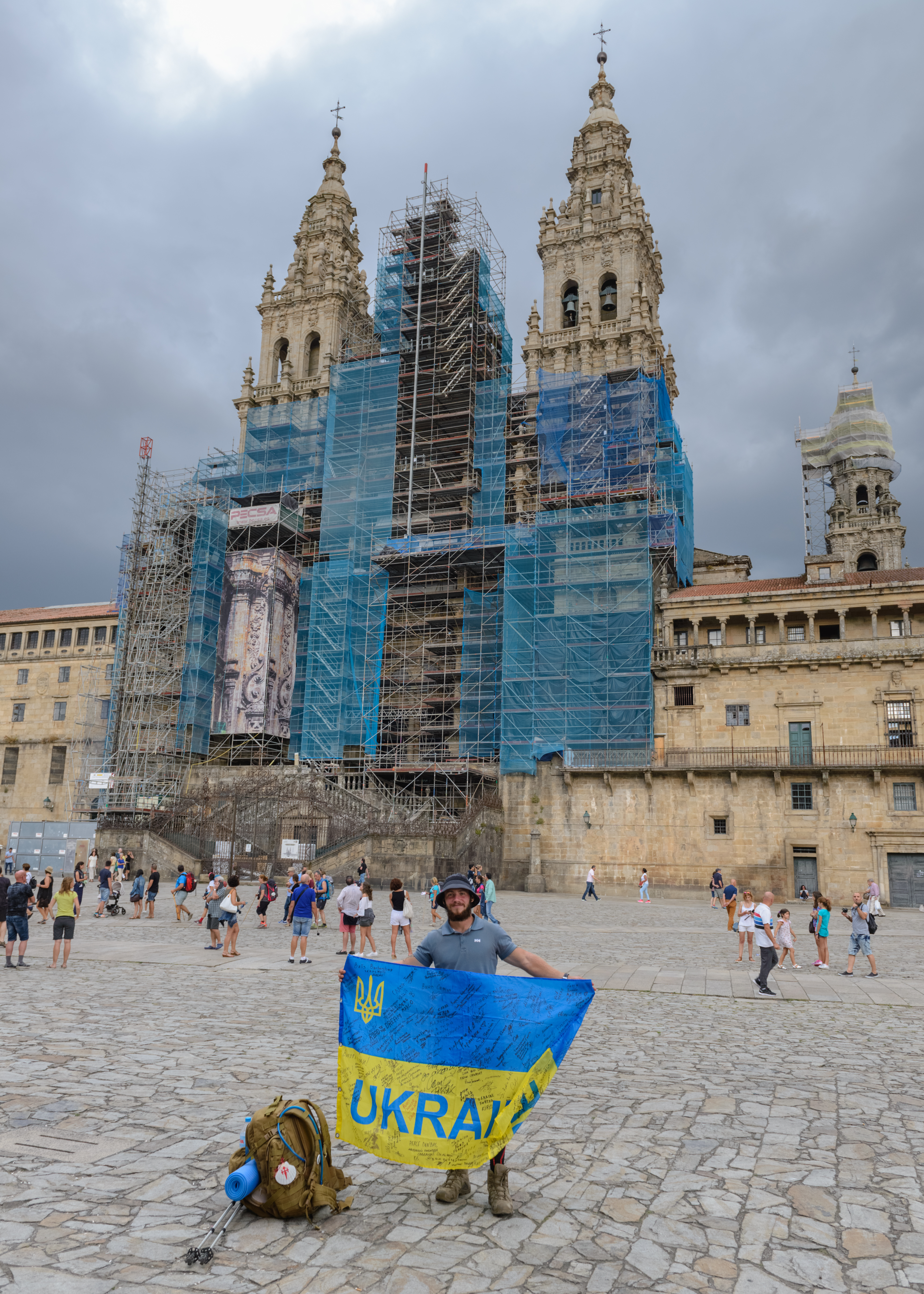
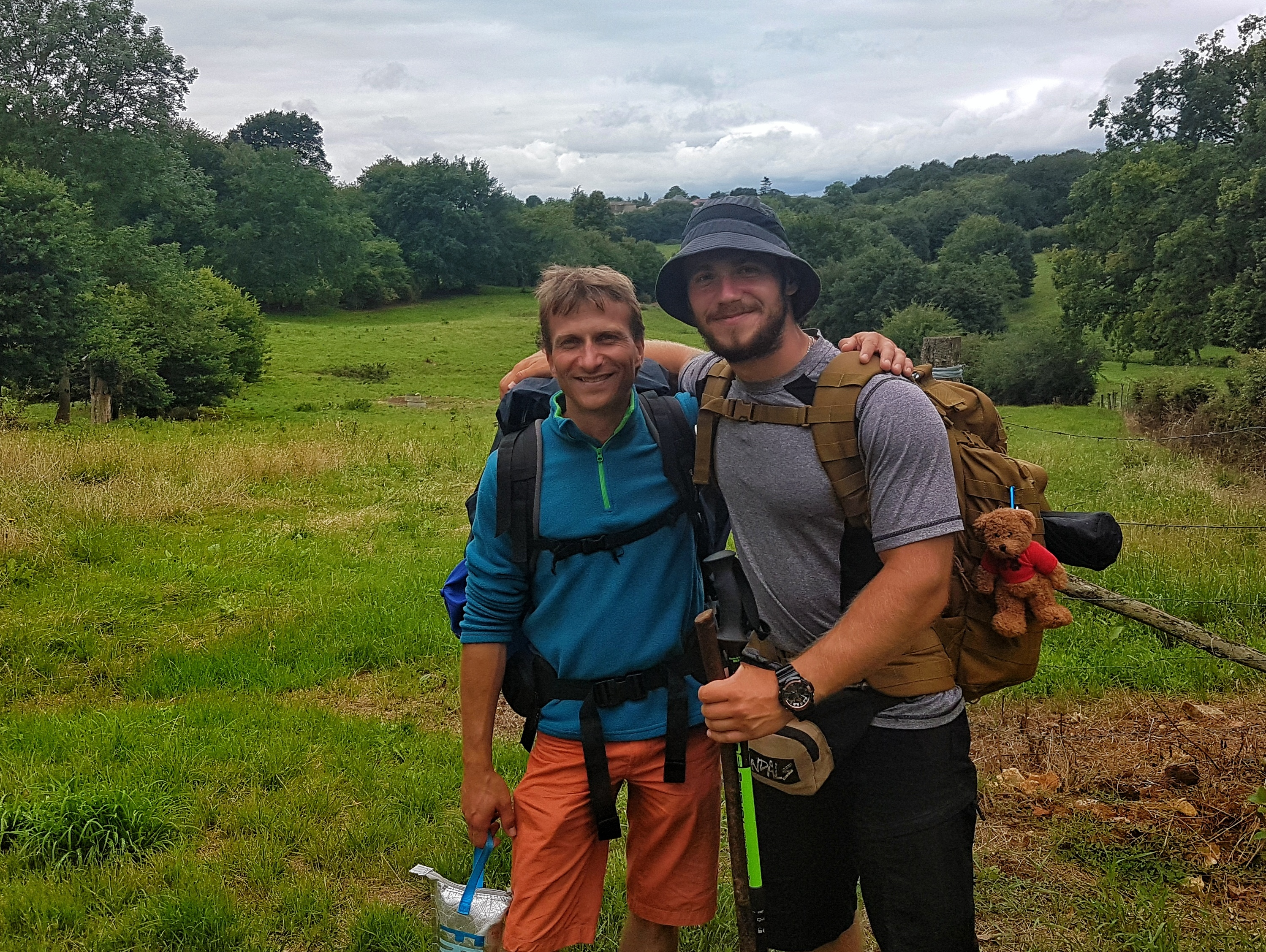

### Інтерв'ю
- В.Кіртока, «За 68 днів я пройшов по Франції та Іспанії 1811 км. Зустрічав і німців, і поляків, і американців, і жодного росіянина, хоча мені казали, що їх там бачили» [Архівовано 7 листопада 2017 у Wayback Machine.] // Цензор.нет, 14 вересня 2017
- Валентина Емінова, Проща воїна: Що український десантник знайшов на краю землі [Архівовано 7 листопада 2017 у Wayback Machine.] // depo.ua, 27 вересня 2017
- Валентина Ємінова (2 серпня 2017). Той самий Валера Ананьєв з ПДВ: про те, чому пішов з армії, найбільший страх у житті і дівчину своєї мрії (рос.). depo.ua. Архів оригіналу за 7 листопада 2017. Процитовано 6 листопада 2017.
- Шрамович, В'ячеслав (18 жовтня 2018). "На війні класно, інакше б люди не воювали" - десантник-письменник Валерій Ананьєв (укр.). Архів оригіналу за 15 грудня 2020. Процитовано 8 квітня 2019.